# Hippolyt
A Hippolyt 1999-ben bemutatott  magyar filmvígjáték. Az 1931-ben készült fekete-fehér Hyppolit, a lakáj újrajátszása.
Zágon István műve alapján írta Nógrádi Gábor és Koltai Róbert. Operatőre Máthé Tibor, rendezője és producere Kabay Barna.

## Rövid történet
Schneider Mátyás felesége nagypolgári életet akar élni, ezért egy lakájt szerződtet, aki Stockholmban a nagykövetet szolgálta. 
Benedek inkognitóban tevékenykedik egy cégnél, hogy Schneider lánya, Terka közelében lehessen. Terkát egy jó családból származó férfihoz, Makács úrhoz akarja hozzáadni az úrhatnám mama. A magas rangú családoknál szolgáló komornyik bevezetése újgazdagék háztartásába számos nevettető helyzetet eredményez.

## Szereplők
| Színész            | Szerep                                      |
| ------------------ | ------------------------------------------- |
| Eperjes Károly     | Hippolyt, a lakáj                           |
| Koltai Róbert      | Schneider Mátyás vállalkozó                 |
| Pogány Judit       | Schneiderné, Mátyás felesége                |
| Huszárik Kata      | Terka, Schneiderék lánya                    |
| Árpa Attila        | Benedek doktor, aki matematikusként végzett |
| Gáspár Sándor      | ifjabb Makács, a képviselő unokaöccse       |
| Balázs Péter       | Tóbiás                                      |
| Szirtes Ági        | Julcsa                                      |
| Ullmann Mónika     | Mimi                                        |
| Haumann Péter      | idősebb Makács, képviselő                   |
| Szacsvay László    | Pepi, Mátyás barátja                        |
| Bezerédi Zoltán    | Mátyás barátja                              |
| Kisfalussy Bálint  | Mátyás barátja                              |
| Hunyadkürti György | Mátyás barátja                              |
| Molnár Piroska     | Kutyás nő                                   |
| Parti Nóra         | Szobalány                                   |
| Németh Kristóf     | László, pincér és testőr                    |

## Idézet a filmből
Férj az inashoz: – „..És maga végignézi, hogy én minden reggel kolbászt eszek, meg szalonnás tojást hagymával, sőt, hagymát eszek hagymával!”

## Érdekesség
Hyppolit szerepét eredetileg Darvas Ivánnak, Schneider Mátyás szerepét meg Eperjes Károlynak szánták.

## Zenefelvételek
- Gold Record Studio felvétele
- Zenei producer – Berkes Gábor
- Dalszöveg – Valla Attila

## Nézettség
A nézettségi adatok szerint 260 490 jegyet adtak el rá.